# Nordsachsen Mobil
Die Nordsachsen Mobil GmbH (NoMo) ist ein regionales Busverkehrsunternehmen mit Sitz in Oschatz. Sie führt den öffentlichen Personennahverkehr im Landkreis Nordsachsen in Sachsen mit Regionalbusverkehr und Stadtbusverkehren durch.

## Geschichte

Die Logos von Leupold …
… und OVH bis Ende 2021

Die ehemaligen Landkreise Torgau und Oschatz haben am 24. Februar 1992 ein gemeinsames Nahverkehrsunternehmen mit dem Namen Omnibus-Verkehrsgesellschaft mbH "Heideland" (OVH) gegründet. Das Unternehmen ist aus dem VEB Kraftverkehr Waldheim hervorgegangen. Im Jahr 1994 konnte in Oschatz ein neues Betriebsgelände eröffnet werden. Ein weiteres Betriebsgelände entstand im Jahr 1997. In den Sommerferien 2006 wurden Ferienfahrpläne und Rufbus-Fahrten eingeführt. Weitere Leistungen bietet das Unternehmen durch den Servicebereich, zwei öffentliche Tankstellen und zwei Nutzfahrzeug-Waschanlagen. Am 17. Juni 2019 wurden die Linien 135 und 191 von der Auto Webel GmbH übernommen.
2021 übernahm die OVH das bis dahin familiengeführte Busunternehmen Leupold GmbH & Co. KG aus Krostitz. Nach dem Auslaufen der bestehenden Verkehrsverträge bündelte der Landkreis Nordsachsen zum 1. Januar 2022 sämtliche Busverkehrsleistungen in der neu geschaffenen Dachgesellschaft Nordsachsen Mobil, die aus der Fusion von OVH und Leupold hervorgegangen war. Die vorherigen Betriebsführer der einzelnen Linienbündel sind seitdem als Subunternehmen im Auftrag von NoMo tätig.

## Liniennetz

### Regionalverkehr
| Linie | Endpunkte                     | Verlauf                                          |            |
| ----- | ----------------------------- | ------------------------------------------------ | ---------- |
| X5    | Schkeuditz ↔ Leipzig-Lindenau | Dölzig – Rückmarsdorf                            | ExpressBus |
| 135   | Schkeuditz → Schkeuditz       | Dölzig – Günthersdorf – Kleinliebenau            | TaktBus    |
| 190   | Landsberg ↔ Leipzig-Möckern   | Sietzsch – Wiedemar – Glesien – Radefeld         | PlusBus    |
| 191   | Schkeuditz ↔ Schkeuditz       | Bahnhof – Rathausplatz – Wehlitz                 |            |
| 192   | Delitzsch ↔ Rackwitz          | Selben – Zschortau – Lemsel – Neuschladitz       |            |
| 195   | Eilenburg ↔ Taucha            | Kossen – Pehritzsch – Jesewitz – Pönitz          |            |
| 196   | Bad Düben ↔ Leipzig           | Wellaune – Lindenhayn – Krostitz – Hohenossig    | PlusBus    |
| 197   | Eilenburg ↔ Leipzig           | Wölpern – Jesewitz – Gordemitz – Taucha          |            |
| 203   | Delitzsch ↔ Kyhna             | Zaasch – Pohritzsch – Zschernitz – Doberstau     |            |
| 204   | Delitzsch ↔ Wölkau            | Laue – Sausedlitz – Reibitz – Lindenhayn         |            |
| 207   | Delitzsch ↔ Schkeuditz-Papitz | Zschortau – Wolteritz – Hayna – Radefeld         | PlusBus    |
| 208   | Delitzsch ↔ Wolteritz         | Kyhna – Zwochau – Glesien – Radefeld             |            |
| 209   | Delitzsch ↔ Schkeuditz        | Kyhna – Wiedemar – Glesien – Großkugel           | TaktBus    |
| 210   | Delitzsch ↔ Bad Düben         | Spröda – Löbnitz – Tiefensee – Schnaditz         | PlusBus    |
| 211   | Delitzsch ↔ Krostitz          | Brodau – Zschortau – Kreuma – Kletzen            | TaktBus    |
| 212   | Delitzsch ↔ Eilenburg         | Mocherwitz – Krostitz – Priester – Kospa         |            |
| 213   | Delitzsch ↔ Wölkau            | Spröda – Brinnis – Krostitz – Krensitz           |            |
| 214   | Delitzsch ↔ Eilenburg         | Brinnis – Gollmenz – Wölkau – Naundorf           |            |
| 215   | Rackwitz ↔ Taucha             | Hohenossig – Pröttitz – Krostitz – Pönitz        |            |
| 217   | Delitzsch ↔ Schkeuditz        | Lissa – Zwochau – Radefeld – Freiroda            | TaktBus    |
| 221   | Eilenburg ↔ Hohenprießnitz    | Rödgen – Naundorf – Krippehna – Noitzsch         |            |
| 229   | Eilenburg ↔ Mockrehna         | Sprotta – Paschwitz – Mölbitz – Audenhain        |            |
| 230   | Eilenburg ↔ Authausen         | Mörtitz – Rote Jahne – Laußig – Bad Düben        |            |
| 231   | Eilenburg ↔ Gruna             | Sprotta – Doberschütz – Rote Jahne – Mörtitz     |            |
| 232   | Eilenburg ↔ Tornau            | Mörtitz – Gruna – Laußig – Bad Düben             | PlusBus    |
| 233   | Eilenburg ↔ Bad Düben         | Zschepplin – Hohenprießnitz – Glaucha            | TaktBus    |
| 236   | Bad Düben ↔ Laußig            | Durchwehna – Kossa – Authausen – Pressel         |            |
| 238   | Bad Düben ↔ Bad Schmiedeberg  | Söllichau – Moschwig                             | RufBus     |
| 260   | Torgau                        | PEP Einkaufszentrum Pendelverkehr                |            |
| 527   | Torgau ↔ Herzberg             | Beilrode – Döbrichau – Fermerswalde – Buckau     | TaktBus    |
| 751   | Torgau ↔ Prettin              | Kreischau – Beilrode – Dautzschen – Döhlen       |            |
| 753   | Schildau ↔ Mockrehna          | Langenreichenbach – Klitzschen                   |            |
| 755   | Torgau ↔ Mockrehna            | Klitzschen – Langenreichenbach – Audenhain       |            |
| 757   | Torgau ↔ Falkenhain           | Pflückuff – Beckwitz – Staupitz – Schildau       |            |
| 758   | Schildau ↔ Mockrehna          | Kobershain – Wildschütz – Schöna – Strelln       |            |
| 759   | Torgau ↔ Greudnitz            | Zinna – Vogelgesang – Drebligar – Dommitzsch     | PlusBus    |
| 761   | Belgern → Belgern             | Liebersee – Dröschkau – Staritz – Burkhardtshof  |            |
| 762   | Belgern ↔ Strehla             | Liebersee – Staritz – Wohlau – Cavertitz         |            |
| 763   | Torgau → Torgau               | Mehderitzsch – Bennewitz – Staupitz – Hellern    |            |
| 764   | Torgau ↔ Oschatz              | Mehderitzsch – Belgern – Cavertitz – Terpitz     | TaktBus    |
| 765   | Torgau ↔ Döbrichau            | Werdau – Graditz – Beilrode                      |            |
| 766   | Beilrode → Döbrichau          | Prausitz – Arzberg – Köllitsch – Blumberg        |            |
| 767   | Schildau → Belgern            | Sitzenroda – Taura – Beckwitz – Döbeltitz        |            |
| 781   | Torgau ↔ Oschatz              | Beckwitz – Sitzenroda – Schmannewitz – Dahlen    | PlusBus    |
| 782   | Torgau ↔ Dommitzsch           | Zinna – Roitzsch – Trossin – Dahlenberg          |            |
| 783   | Torgau ↔ Mockritz             | Repitz – Döbern                                  |            |
| 784   | Dommitzsch ↔ Mockrehna        | Gniebitz – Dahlenberg – Trossin – Roitzsch       |            |
| 785   | Torgau ↔ Dahlen               | Pflückuff – Sitzenroda – Schildau – Schmannewitz |            |
| 801   | Oschatz ↔ Wermsdorf           | Fliegerhorst – Lampersdorf – Collm – Mahlis      | PlusBus    |
| 802   | Oschatz ↔ Außig               | Merkwitz – Leisnitz – Lampertswalde – Cavertitz  |            |
| 803   | Oschatz ↔ Mügeln              | Thalheim – Leuben – Naundorf – Schweta           | TaktBus    |
| 804   | Mügeln ↔ Wermsdorf            | Sornzig – Neusornzig – Kemmlitz – Grauschwitz    |            |
| 805   | Dahlen ↔ Strehla              | Bucha – Zeuckritz – Schöna – Cavertitz           |            |
| 806   | Oschatz ↔ Hof                 | Lonnewitz – Ganzig – Reppen – Raitzen            |            |
| 807   | Oschatz ↔ Dahlen              | Merkwitz – Wellerswalde – Lampertswalde          |            |
| 809   | Mügeln → Mügeln               | Paschkowitz – Baderitz – Sornzig – Zävertitz     |            |
| 810   | Oschatz ↔ Strehla             | Schmorkau – Schönnewitz – Bornitz – Sahlassan    |            |
| 811   | Oschatz ↔ Schönnewitz         | Lonnewitz – Ganzig – Kleinragewitz – Wadewitz    |            |
| 813   | Oschatz ↔ Hof                 | Lonnewitz – Naundorf – Casabra                   |            |
| 815   | Oschatz ↔ Mügeln              | Rechau – Lonnewitz – Stennschütz – Zeicha        |            |
| 816   | Mügeln ↔ Dahlen               | Glossen – Mahlis – Wermsdorf – Luppa             | TaktBus    |
| 817   | Dahlen ↔ Cavertitz            | Lampertswalde – Sörnewitz                        |            |
| 818   | Oschatz ↔ Mügeln              | Thalheim – Leuben – Limbach – Berntitz           |            |
| 819   | Oschatz ↔ Radegast            | Calbitz – Malkwitz – Luppa – Dahlen              |            |

### PlusBus
Seit dem Start der S-Bahn Mitteldeutschland wurden die Linien 190, 196, 207, 210, 232, 759, 781 und 801 in den letzten Jahren zum PlusBus aufgewertet. Gleichzeitig wurden die Linien 135, 209, 211, 217, 233, 527, 764, 803 und 816 zum TaktBus.

### Stadtverkehre

#### Delitzsch
| Linie | Endpunkte                         | Verlauf |
| ----- | --------------------------------- | --- |
| A     | Unterer Bahnhof ↔ Unterer Bahnhof | Marienkirche – Bürgerhaus – Kaufland – Med. Zentrum – Nordplatz – Am Wallgraben                                                                 |
| B     | Unterer Bahnhof ↔ Unterer Bahnhof | Marienkirche – Markt – Landratsamt – Dübener Str./ Friedhof – Beerendorfer Str./ GS-Ost                                                         |
| C     | Oberer Bahnhof ↔ Oberer Bahnhof   | Eilenburger Chaussee – Werben – Benndorf – Rödgen – Schenkenberg – Kertitz – Tierpark – Kaufland – Bürgerhaus – Am Wallgraben – Unterer Bahnhof |

#### Eilenburg
| Linie | Endpunkte         | Verlauf |
| ----- | ----------------- | --- |
| A     | Bahnhof ↔ Bahnhof | Rinckartstraße/Markt – Leipziger Straße – Krankenhaus – Straße der Jugend – Wendeschleife Wedelwitz – Grenzstraße – Leipziger Straße – Rinckartstraße/Markt |
| B     | Bahnhof ↔ Bahnhof | Dr.-Külz-Ring – Wurzener Platz – Puschkinstraße – Einkaufszentrum – Ostbahnhofstraße – Wurzener Platz – Nordring – Rinckartstraße/Markt                     |

#### Oschatz
| Linie | Endpunkte                        | Verlauf                                       |
| ----- | -------------------------------- | --------------------------------------------- |
| A     | Betriebshof ↔ Zschöllau/Merkwitz | Krankenhaus – Friedhof – Busbahnhof – Bahnhof |

#### Torgau
| Linie | Endpunkte                             | Verlauf                                                          |
| ----- | ------------------------------------- | ---------------------------------------------------------------- |
| A     | Straße der Jugend ↔ Welsau            | Markt – Eilenburger Straße – Prager Straße – PEP Einkaufszentrum |
| B     | Straße der Jugend ↔ Straße der Jugend | Markt – Eilenburger Straße – Bahnhof – Solarstraße – Bahnhof     |

## Beauftragte Unternehmen
Die Unternehmen Auto Webel, Geißler Reisen, Vetter Verkehrsbetriebe, Schmidt-Reisen, Reiseverkehr Schulze sowie Omnibus- und Reiseverkehr Heinz Wittig erbringen als Subunternehmen Linienleistungen im Auftrag von Nordsachsen Mobil.

## Betriebshöfe
Nordsachsen Mobil betreibt drei Betriebshöfe in Oschatz, Torgau und Krostitz. Der Unternehmenssitz mit dem kaufmännischen Bereich, dem Schwerpunkt Technik, der Hauptwerkstatt, dem Bereich des Technischen Leiters und dem Bereich Markt und Betrieb ist in Oschatz angesiedelt. Eine neue Verkehrleitstelle soll am Standort Krostitz aufgebaut werden. In Krensitz ist der Bau eines neuen Busbetriebshofes geplant.
Weitere Betriebshöfe befinden sich bei den Subunternehmen in Beilrode (Schmidt Reisen), Delitzsch (Auto Webel), Eilenburg (Geißler Reisen sowie Vetter Verkehrsbetriebe), Oschatz (Omnibus- und Reiseverkehr Heinz Wittig) und Torgau (Reiseverkehr Schulze).

## Mitteldeutscher Verkehrsverbund
Nordsachsen Mobil bzw. das Vorgängerunternehmen Omnibus-Verkehrsgesellschaft mbH "Heideland" ist seit dem 1. August 2004 Mitglied im Mitteldeutschen Verkehrsverbund (MDV), sodass der Tarif flächendeckend angewendet wird.